# Вулиця Павличенко (Біла Церква)
Вулиця Павличенко  — одна з вулиць у місті Біла Церква.
Бере свій початок з бульвару Михайла Грушевського і закінчується виходом до проспекту князя Володимира, де через Таращанський міст плавно переходить у вулицю Заярську. Знаходиться між місцевостями Штабна та Грузія.

## Історичні відомості
Названа так у честь відомого снайпера Людмили Павличенко.